# Saint-Clément, Aisne
Saint-Clément là một xã ở tỉnh Aisne, vùng Hauts-de-France thuộc miền bắc nước Pháp.